# Régine Chopinot
Régine Chopinot, née le 12 mai 1952, à Fort-de-l'Eau (aujourd'hui Bordj El Kiffan) en Algérie, est une danseuse et chorégraphe française de danse contemporaine.

## Biographie
Attirée dès son plus jeune âge par l'art chorégraphique, Régine Chopinot étudie la danse classique dès cinq ans, puis découvre la danse contemporaine avec Marie Zighera en 1974. Elle va ensuite enseigner sur les pentes de la Croix-Rousse (Véronique Ros de la Grange a été une de ses élèves) et fonder à Lyon, en janvier 1978 - époque durant laquelle la nouvelle danse française est en ébullition créative - , sa propre compagnie, la « Compagnie du Grèbe », associant danseurs, comédiens et musiciens. Elle signe alors ses premières chorégraphies. Trois ans plus tard en 1981, elle reçoit le deuxième prix au Concours chorégraphique international de Bagnolet pour la pièce Halley's Comet.
Ses créations suivantes, Délices et Via, font entrer le multimédia et le cinéma dans le monde de la danse et utilisent de nouvelles techniques d’éclairage. Pour la création de Délices en 1983, Régine Chopinot rencontre le couturier Jean-Paul Gaultier. Les deux artistes vont par la suite continuer à travailler ensemble pendant 10 ans, pour Le Défilé (1985), K.O.K. (1988), Ana (1990) St Georges (1991) et Façade (1993).
En 1986, Régine Chopinot est nommée directrice du Centre chorégraphique national de Poitou-Charentes à La Rochelle, qui devient en 1993, le Ballet Atlantique-Régine Chopinot (BARC). Au départ, elle a choisi La Rochelle parce que c'était un endroit où il lui était donné de pouvoir travailler, « un espace ouvert sur la mer, sans limite, sans barrière, où l'on peut se projeter loin et c’est une sensation fondamentale pour un artiste en recherche ».
La plupart des cinquante pièces chorégraphiques créées depuis 1978 par Régine Chopinot sont nées de la collaboration avec des artistes plasticiens comme Andy Goldsworthy, Jean Le Gac ou Jean-Michel Bruyère, des musiciens comme Tôn-Thât Tiêt ou Bernard Lubat. De 1983 à 1993, le couturier Jean-Paul Gaultier a conçu les costumes de tous ses spectacles.
Il est difficile de définir un unique fil conducteur dans la totalité de son œuvre chorégraphique, vaste et volontairement multiforme. Après les pièces riches en couleur de ses débuts où dominèrent l’humour et la provocation esthétique, la deuxième moitié des années 90 se caractérisa par une méditation sur la nature et l’essence de l’être humain. En 2002, Chair-Obscur, pièce composée pour six danseurs, marqua le début d’une nouvelle phase de travail explorant les méandres de la vie et de la mort, du temps et de la mémoire, tout en dissolvant peu à peu la forme chorégraphique.
En 2004, W.H.A continua ce chemin de manière sensible, six interprètes déconstruisant temps et espace. Le spectacle reçoit le Grand Prix de la danse du Syndicat de la critique.
En 2006, elle crée, à la chapelle Fromentin, à La Rochelle, O.C.C.C, qui vient clore ce « Triptyque de la Fin des Temps », une vaste remise en cause de la création chorégraphique à travers une mise en crise volontaire des notions générales de temps, de mémoire et de construction. Les conditions successives du triptyque accompagnent et traduisent les évolutions de la chorégraphe engagée dans une hypothèse de travail expérimental.
Parallèlement à son travail de chorégraphe, Régine Chopinot collabore en tant qu’interprète avec des artistes dont l’univers lui est proche, comme le chorégraphe Alain Buffard (Wall Dancin' - Wall Fuckin’  - (2003), Mauvais genre, - (2004) ), le duo de performeurs sud-africains Elu et Steven Cohen (I Wouldn’t Be Seen Dead in That, créé avec la compagnie du BARC en 2003).
La présentation de son spectacle La Danse du temps lors du festival Hué 2000, a permis de mettre en place un projet avec des danseurs vietnamiens dans le cadre d’une collaboration avec l’école supérieure de danse du Viêt Nam et l’Opéra-Ballet de Hanoï. Depuis 2002, Régine Chopinot travaille régulièrement avec onze danseurs vietnamiens qui sont venus travailler neuf mois à La Rochelle. L’un des objectifs de cette collaboration du BARC avec le Viêt Nam est l’ouverture d’un centre de danse contemporaine au Viêt Nam. Ce partenariat lui permet de former des danseurs et de créer des spectacles. En 2002, elle créa la pièce Anh Mat avec des danseurs vietnamiens pour le Festival d’Hué. En 2004, elle y présente Giap Than, une nouvelle création avec les mêmes interprètes vietnamiens, qui allie une écriture chorégraphique précise et des espaces d’improvisation.

La Compagnie Régine Chopinot interpretant Ana

Durant les années 2000, un vaste chantier consacré aux archives de la compagnie a mobilisé l'équipe du BARC en association avec le Centre national de la danse. Dans un premier temps, des ensembles documentaires ou patrimoniaux spécifiques ont été destinés à des lieux spécialisés : ainsi les costumes liés aux pièces de la compagnie ont été déposés au Musée de la Mode et du Textile, relevant de l'Union centrale des arts décoratifs (Ucad ; Paris) et au Centre national du costume de scène et de la scénographie (CNCS, Moulins), tandis que les documents liés aux travaux et à l'aménagement de la Chapelle Fromentin ont été versés aux Archives municipales de la Ville de La Rochelle. Par ailleurs, les documents et archives de nature administrative ou concernant l'association, auxquels ont été joints les documents et archives liés aux activités du BARC autres que les créations de R. Chopinot, ont été versés aux Archives Départementales de Charente-Maritime au printemps 2005. Les documents et archives liés aux réalisations artistiques de R. Chopinot ou d'autres artistes associés à la compagnie ont été destinés au Centre national de la danse où ils ont été transférés en deux versements à l'automne 2005 et au printemps 2008. Ces archives, qui ont fait l'objet d'une vaste opération de numérisation en 2010, sont décrites dans un inventaire consultable en ligne. En 2012, La médiathèque du Centre national de la danse présente une exposition d'une large partie des archives de Régine Chopinot du 4 avril au 31 mai 2012. En juin 2019, Régine Chopinot participe à Camping, plate-forme internationale de workshops qui a lieu chaque année, en juin, Centre national de la danse depuis 2014.
En 2008, Régine Chopinot quitte le CCN de La Rochelle, son mandat n'étant pas reconduit par les tutelles dont il dépend. Dès lors l'artiste crée une nouvelle compagnie : Cornucopiae-the independent dance, nouvelle structure qui portera désormais tous ses travaux, créations et répertoire. Et, en 2010, elle choisit le port de Toulon pour y vivre et travailler.
Après ce tournant, Régine Chopinot se tourne vers des cultures organisées par et sur la transmission orale, principalement en Nouvelle-Calédonie, en Nouvelle-Zélande, au Japon. La relation privilégiée initiée depuis 2009 avec le groupe du Wetr (Drehu/Lifou, Nouvelle-Calédonie), aboutit à la création de « Very Wetr ! » au Festival d'Avignon en juillet 2012. La pièce, mal comprise à Avignon, sera reprise, modifiée, au Centre national de la danse en février 2013, avec succès,,.
En 2013, en parallèle des représentations de Very Wetr !, naît le projet de création "PACIFIKMELTINGPOT".
En décembre 2015, Régine Chopinot créée "Piécette" au Centre Culturel Kirchner avec le soutien de l’Ambassade de France à Buenos Aires en Argentine.
En octobre 2016, la compagnie Cornucopiae est résidence à Lifou avec 3 représentations de PACIFIKMELTINGPOT au Centre Culturel Tjibaou à Nouméa les 28, 29 et 30 octobre. 
En 2017, Régine Chopinot créé "Pièce" une extension de Piécette.
De mars à mi-avril 2018, la compagnie est en tournée en France de PACIFIKMELTINGPOT avec le soutien d’Hortense Archambault (MC93) et Bruno Lobé (Le Manège de Reims).
En 2019, Régine Chopinot travaille sur une création : "100 sans sang marins" à Toulon.
En partenariat avec la MC93 Bobigny, la scène nationale Châteauvallon-Liberté et le Manège de Reims, Régine Chopinot lance "Deuxzérodeuxun", un projet résidence longue d'une durée de 3 années avec pour horizon en 2021 une nouvelle création chorégraphique qui se traduit sous forme de laboratoires de recherche et de création.
Soutenue par la Villa Tamaris, Centre d’Art de la Seyne-sur-Mer, Régine Chopinot travaille, depuis 2019, sur une nouvelle création : AD-N, inspirée par la vie de Alexandra David-Neel. Sous-tendu par des petites formes performatives en soli et duo, le parcours d’A D-N sera accompagné par un dispositif de colloques, exposés universitaires, philosophiques ...

## Principales chorégraphies
- Jardin de pierres (1978)[22]
- Ma grand’mère Hippocampe (1978)[23]
- Pierre dans l'eau (1979)
- L’Origine des poissons (1979)[24]
- Reflux (1979)[25]
- À Réaction (1980)[26]
- Halley’s Comet (1981)[27]
- Appel d’air (1981)[27],[28]
- Articules (1982)[29]
- Grand Écart (1982)[30]
- Simone Popinot, (1982)[31]
- Swim One (1982)[32]
- Délices (1983), Création chorégraphique pour 8 danseurs et comédiens[33]
- Via (1984), Création chorégraphique pour 5 danseurs[34]
- Les Rats (1984), Création chorégraphique pour les danseurs du Groupe de Recherche Chorégraphique de l’Opéra de Paris (GRCOP)[35]
- Rude Raid (1984), Vidéo, 13 minutes[36]. Réalisation et décor Marc Caro
- Fred le bordel (1985), Création chorégraphique pour 4 danseurs[37]
- Rossignol (1985), Création chorégraphique pour 9 danseurs[38] au Centre national de danse contemporaine d'Angers, costumes de Jean-Paul Gaultier
- Le Défilé (1985), Création chorégraphique pour 16 danseurs, comédiens et mannequins[39]
- A la Rochelle, il n’y a pas que des pucelles … (1986), Création chorégraphique pour 9 danseurs[40]
- Gustave (1987), film 35 mm, 6 minutes, réalisé par Régine Chopinot[41]
- K.O.K. (1988), Création chorégraphique pour 4 danseurs, un comédien, une chanteuse et un pianiste[42],[43]
- Transport (1989), Création chorégraphique pour 4 danseurs, pièce présentée dans un programme composé intitulé "Miniature"[44]
- Saint-Georges (1991), Création chorégraphique pour 12 danseurs[45],[46]
- Façade (1993), Création chorégraphique pour 11 danseurs, un récitant et un orchestre[47]
- Soli – Bach (1994), Création chorégraphique pour 10 danseurs. Vêtements choisis dans les collections de Jean-Paul Gaultier[48]
- Végétal (1995), Création chorégraphique pour 15 danseurs, décor d’Andy Goldsworthy)[49],[50],[51]
- Colonne (1997)[52]
- Paroles du feu (1997)[53]
- Les Quatre Saisons (1998) (Cette pièce tournera conjointement avec "Végétal" et Colonne")[54].
- Chant de lune (1999)[55]
- La Danse du temps (1999)[56],[57]
- Trans(E) (2000)[58]
- Moi Monstre (2000)[59]
- Sous la peau (2001)[60]
- Chair-Obscur, (2002)[61]
- Le Sentiment océanique (2002)
- Non, nouvelle version de Chant de lune (2003)
- W.H.A.(Warning Hazardous Area) (2004), Création chorégraphique pour 10 danseurs[62]. Vêtements choisis parmi les costumes réalisés par Jean-Paul Gaultier pour les ballets antérieurs[63]
- Les Garagistes (2005)[64]
- O.C.C.C, (2006)[65]
- Cornucopiae (2008)[66]
- Very Wetr ! (2012)[15],[67],[12],[13],[14]
- PACIFIKMELTINGPOT (2013)[15]
- Piècette (2015)[18]
- Pièce (2017)[18]
- La force de la parole (2017)[68]
- EXQUIS #5 (2018)[21]
- 100 sans sang marins (2019)[18]
- deuxzérodeuxun (2019-2021)[19]
- O U I #1 (2020)[69]

## Fonctions et distinctions[21]
- 1981 : Second prix  des Rencontres Internationales de Seine-Saint-Denis, en 1981,  alors  appelé  "Les  Ballets  pour demain" de Bagnolet pour la pièce Halley's Comet[3].
- 1989 : Ambassadeur du Poitou-Charentes
- 1989 : Prix SACD de la Danse
- 1989 :  Chevalière de l'ordre national du Mérite
- 1991 : Grand Prix National de la Danse
- 2001:  Commandeure de l'ordre des Arts et des Lettres[70] (Officière en 1992)
- 1995 : Membre du Conseil supérieur de la Danse
- 1997 : Présidente de l’Association des Centres Chorégraphiques  Nationaux  -  ACCN
- 1999 (décembre)- 2002 (juin) : Membre   du   Conseil   National   du   SYNDEAC,  chargée  du  secteur  chorégraphique
- 2004 : Grand prix du Grand Prix de la danse du Syndicat de la critique pour la pièce WHA
- 2010 (juin) - 2013 (juin) : Administrateur délégué à la danse de la SACD

#### Ouvrages
- Jacques Baillon, Rosita Boasso, Hervé Gauville, Régine Chopinot, Paris, éd. Armand Colin, 1990  (ISBN 2-200-37205-1)[71].
- Perrin, Julie, Une perception des espaces dans "Appel d'air", "K.O.K.", "Paroles du feu : trois pièces chorégraphiées par Régine Chopinot" , Mém. DEA : Esth. : Saint-Denis : Paris 8 : 1999[72]
- Olivier Saillard, Jean-Paul Gaultier / Régine Chopinot - Le Défilé, Paris, Les Arts Décoratifs, 2007  (ISBN 2916914005)[73]
- Annie Suquet, Chopinot, Le Mans, Editions Cénomane, 2010[74].

#### Revues de compagnie
- Les Chopinotes, La Rochelle : Compagnie Chopinot Centre chorégraphique régional de Poitou-Charente. n.1, 1987-n.3, 1988
  - Chopinotes n.1, 1987
  - Chopinotes n.2, 1988
  - Chopinotes n.3, 1988
- Ballet atlantique / Régine Chopinot / Ballet national contemporain de création et de répertoire, La Rochelle : Ballet atlantique. janv.-juin 2000[75]
- Barc's news, La Rochelle : Ballet Atlantique-Régine Chopinot (BARC). n.1, 2004-n.12, 2008 : 
  - Barc's news n.1, 2004,
  - Barc's news n.2, 2004
  - Barc's news n.3, 2004-2005
  - Barc's news n.4, 2005
  - Barc's news n.5, 2005
  - Barc's news n.6, 2005-2006
  - Barc's news n.7, 2006
  - Barc's news n.8, 2006
  - Barc's news n.9, 2007
  - Barc's news n.10, 2007
  - Barc's news n.11, 2007
  - Barc's news n.12, 2008

### Filmographie
- Régine Chopinot, Marc Caro, Régine Chopinot, Musée d'Orsay, La Sept, Cie Chopinot, MC 93 Bobigny, Centre chorégraphique Poitou-Charente, 1991 (45 min)[76]